# جورج جاكوبس (كاتب سير ذاتية)
جورج جاكوبس (بالإنجليزية: George Jacobs)‏ هو كاتب سير ذاتية أمريكي، ولد في 19 أبريل 1927، وتوفي في 28 ديسمبر 2013.

## وصلات خارجية
- جورج جاكوبس على موقع IMDb (الإنجليزية)